# Flirsch
Flirsch est une commune autrichienne du district de Landeck dans le Tyrol.

## Géographie
Le village se trouve dans la vallée de Stanzer entre Landeck et l' Arlberg et se compose de plusieurs districts et hameaux des deux côtés de la Rosanna.

### Communes voisines
Kappl, Pettneu am Arlberg, Schnann am Arlberg (appartient à la municipalité de Pettneu), Strengen, Zams et Kaisers dans le district de Reutte.

## Liens
- (de) Histoire de Flirsch